# Europees kampioenschap voetbal 1972
Het Europees kampioenschap voetbal 1972 vond plaats van 14 tot 18 juni in België.
Aan het eindtoernooi deden slechts vier landen mee. Uit de geplaatste landen na de kwalificatiewedstrijden wees de UEFA België aan als organisator.

## Kwalificatie

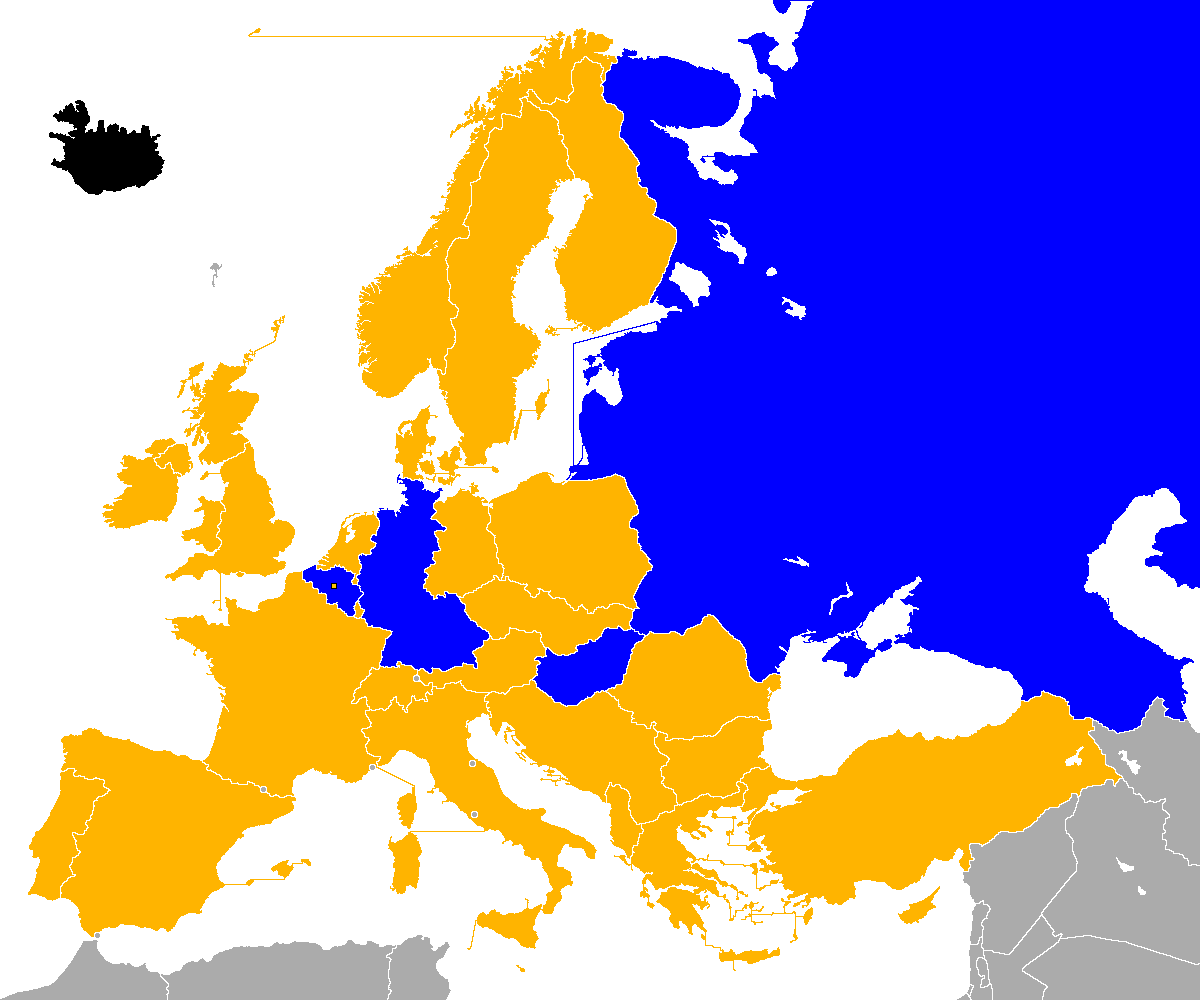
Gekwalificeerd
Niet gekwalificeerd
Niet deelgenomen
Geen UEFA-lid

| Land              | Kwalificatie | Eerdere deelnames aan EK1 |
| ----------------- | ------------ | ------------------------- |
| België (gastland) | Kwartfinale  | 0 (debuut)                |
| Sovjet-Unie       | Kwartfinale  | 3 (1960, 1964, 1968)      |
| West-Duitsland    | Kwartfinale  | 0 (debuut)                |
| Hongarije         | Kwartfinale  | 1 (1964)                  |

## Speelsteden
De eindronde werd gespeeld in vier stadions.
| Antwerpen                        | Brussel                          | · Brussel Antwerpen Luik |
| -------------------------------- | -------------------------------- | ------------------------ |
| Bosuilstadion Capaciteit: 20.000 | Astridpark Capaciteit: 28.000    | · Brussel Antwerpen Luik |
| Stadio Olimpico                  | Stadio San Paolo                 | · Brussel Antwerpen Luik |
| Luik                             | Brussel                          | · Brussel Antwerpen Luik |
| Sclessin Capaciteit: 31.000      | Heizelstadion Capaciteit: 50.000 | · Brussel Antwerpen Luik |
| Stadio Comunale                  | Stadio Comunale                  | · Brussel Antwerpen Luik |

## Uitslagen

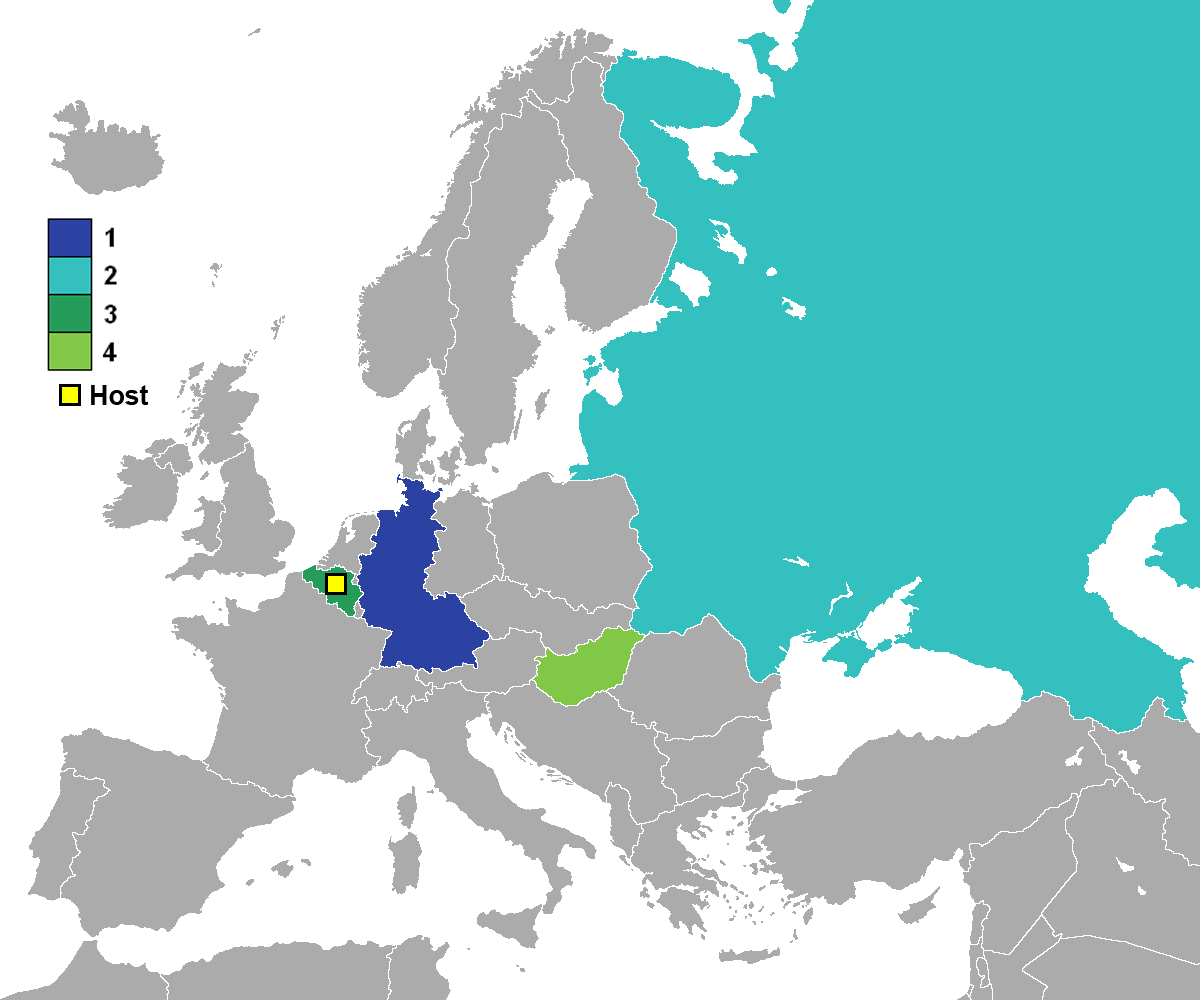
Deelnemende landen

|  | Halve finale        | Halve finale      |   |                | Finale            | Finale |
|  |                     |                   |   |                |                   |        |
|  | 14 juni – Antwerpen |                   |   |                |                   |        |
|  | België              | 1                 |   |                |                   |        |
|  | West-Duitsland      | 2                 |   |                |                   |        |
|  |                     |                   |   |                |                   |        |
|  |                     |                   |   |                | 18 juni – Brussel |        |
|  |                     |                   |   |                | West-Duitsland    | 3      |
|  |                     | Sovjet-Unie       | 0 |                |                   |        |
|  |                     |                   |   |                |                   |        |
|  |                     |                   |   |                | Derde plaats      |        |
|  | 14 juni – Brussel   | 14 juni – Brussel |   | 17 juni – Luik | 17 juni – Luik    |        |
|  | Hongarije           | 0                 |   | Hongarije      | 1                 |        |
|  | Sovjet-Unie         | 1                 |   |                | België            | 2      |

### Halve finale
Net als in de kwartfinales waren er alleen Oost- en West-Europese confrontaties. Het gastland deed duidelijk zijn best tegen het huizenhoog favoriete West-Duitsland, maar de Duitsers kwamen simpel met 0-2 voor door twee treffers van Gerd Müller. Door verslapping en nonchalance bij de Duitsers kwam België terug in de wedstrijd, maar verder dan een tegentreffer van Polleunis kwam ze niet. In een nogal leeg stadion in Brussel was de confrontatie tussen de Sovjet Unie en Hongarije een stuk minder boeiend, Rusland won door een treffer van Konkov en een gestopte strafschop, doelman Roedakov was de held van de dag.
|                                                   |                   |                        |                       |                                                                                 |
| 14 juni 1972 «onderlinge duels» 20:00 uur (UTC+1) | België            | 1 – 2                  | West-Duitsland        | Bosuilstadion, Antwerpen Toeschouwers: 55.669 Scheidsrechter: Bill Mullan (SCO) |
| 14 juni 1972 «onderlinge duels» 20:00 uur (UTC+1) | Lon Polleunis 83' | verslag (UEFA) verslag | 24' Müller 71' Müller | Bosuilstadion, Antwerpen Toeschouwers: 55.669 Scheidsrechter: Bill Mullan (SCO) |

|                                                   |           |                        |             |                                                                                        |
| 14 juni 1972 «onderlinge duels» 20:00 uur (UTC+1) | Hongarije | 0 – 1                  | Sovjet-Unie | Stade Émile Versé, Anderlecht Toeschouwers: 16.590 Scheidsrechter: Rudi Glöckner (DDR) |
| 14 juni 1972 «onderlinge duels» 20:00 uur (UTC+1) |           | verslag (UEFA) verslag | 53' Konkov  | Stade Émile Versé, Anderlecht Toeschouwers: 16.590 Scheidsrechter: Rudi Glöckner (DDR) |

### Troostfinale
|                                                   |                           |                        |                     |                                                                        |
| 17 juni 1972 «onderlinge duels» 20:00 uur (UTC+1) | België                    | 2 – 1                  | Hongarije           | Sclessin, Luik Toeschouwers: 6.184 Scheidsrechter: Einar Boström (SWE) |
| 17 juni 1972 «onderlinge duels» 20:00 uur (UTC+1) | Lambert 24' Van Himst 29' | verslag (UEFA) verslag | 50' (pen.) Lajos Kű | Sclessin, Luik Toeschouwers: 6.184 Scheidsrechter: Einar Boström (SWE) |

### Finale
|                                                   |                                  |                        |             |                                                                                       |
| 18 juni 1972 «onderlinge duels» 16:00 uur (UTC+1) | West-Duitsland                   | 3 – 0                  | Sovjet-Unie | Heizelstadion, Brussel Toeschouwers: 43.066 Scheidsrechter: Ferdinand Marschall (AUT) |
| 18 juni 1972 «onderlinge duels» 16:00 uur (UTC+1) | Müller 27' Wimmer 51' Müller 58' | verslag (UEFA) verslag |             | Heizelstadion, Brussel Toeschouwers: 43.066 Scheidsrechter: Ferdinand Marschall (AUT) |

| UEFA Europees kampioenschap voetbal Winnaar 1972 |
| ------------------------------------------------ |
| WEST-DUITSLAND 1ste titel                        |

## Doelpuntenmakers
4 doelpunten
- Gerd Müller

1 doelpunt
- Herbert Wimmer
- Anatolij Konkov
- Raoul Lambert
- Odilon Polleunis
- Paul Van Himst
- Lajos Kű